# 「しじみのお味噌汁」コンサート
『サザンオールスターズ1993年末スペシャル 「しじみのお味噌汁」コンサート』（サザンオールスターズ1993ねんまつスペシャル「しじみのおみそしる」コンサート）は、サザンオールスターズが1993年の12月11日から1994年の1月6日まで、横浜アリーナで行ったコンサートである。

## 解説
1993年末にサザンオールスターズが行ったコンサート。途中、ドラムの松田弘の急性肺炎のため4公演がキャンセルとなり、翌1994年に振替公演が行われた。TBSでは12月31日の公演の模様が生中継で放送された。また、ベース・関口和之は『THE 音楽祭 1991』からこのライブまでは体調不良のため欠席した（1992年から1993年2月まで行った『歌う日本シリーズ』では一部の公演のみに参加した）。

## 披露曲
1. チャコの海岸物語
2. DJ・コービーの伝説
3. みんなのうた
カウントダウン。その後MC。
4. 素敵なバーディー (NO NO BIRDY)
5. 栞のテーマ
6. 涙のアベニュー
7. 夏をあきらめて
8. C調言葉に御用心
9. お願いD.J.
10. 気分しだいで責めないで
11. いとしのエリー
MC
12. せつない胸に風が吹いてた
13. ニッポンのヒール
14. ブリブリボーダーライン
15. 流れる雲を追いかけて
15曲目から19曲目までは原由子によるボーカル曲。15曲目と16曲目はCMと重なりTBSの生中継で放送されなかった。
16. 鎌倉物語
17. シャボン
18. そんなヒロシに騙されて
19. じんじん
20. クリスマス・ラブ (涙のあとには白い雪が降る)
21. 希望の轍
22. 匂艶 THE NIGHT CLUB
23. シュラバ★ラ★バンバ
24. ボディ・スペシャルII
25. 怪物君の空
26. マチルダBABY
27. エロティカ・セブン

ENCORE
1. いなせなロコモーション
2. 勝手にシンドバッド
3. 旅姿六人衆